# اودموند آندرشن
اودموند آندرشن (نروژی: Oddmund Andersen; ۲۱ دسامبر ۱۹۱۵ – ۲۳ نوامبر ۱۹۹۹) بازیکن فوتبال اهل نروژ بود.
از باشگاه‌هایی که در آن بازی کرده‌است می‌توان به باشگاه فوتبال میوندالن اشاره کرد.
وی همچنین در تیم ملی فوتبال نروژ بازی کرده‌است.